# 무티우 아데포주
무티우 아데포주(영어: Mutiu Adepoju, 1970년 12월 22일 ~ )는 미드필더로 활약했던 나이지리아의 전 프로 축구 선수이다.
그는 경력의 대부분을 스페인에서 보냈으며, 7시즌 동안 라리가에서 총 175경기와 22골을 기록했으며 주로 라싱 산탄데르와 레알 소시에다드를 대표했다.
12년 동안 나이지리아 국가대표로 활약한 아데포주는 세 번의 FIFA 월드컵과 아프리카 네이션스컵에 출전했다.

## 구단 경력
이바단에서 태어난 아데포주 (스페인에서는 이름으로도 불림)는 1989년 나이지리아를 떠나 레알 마드리드에 합류했지만, 리저브를 넘지 못했다. 1992-93년 시즌에는 세군다 디비시온 11골을 넣어 라싱 데 산탄데르의 라리가 복귀를 도왔고, 이후 3년 동안 칸타브리아주에서 정기적으로 활약했다.
아데포주는 1996-97년 시즌에 레알 소시에다드로 떠났지만, 첫 번째 탄탄한 시즌을 보낸 후 바스크주에서 정규 리그를 유지하는 데 큰 어려움을 겪었다. 2001-02년 시즌에는 사우디아라비아의 알이티하드 클럽 (지다)을 대표했지만, 곧바로 스페인으로 돌아와 2부 리그 클럽인 UD 살라망카에서 드물게 활약했다.
튀르키예와 키프로스에서 약 2년을 더 보낸 후, 아데포주는 2006년 스페인 하부 리그에서 은퇴했다. 이후 그는 첫 번째 팀인 슈팅 스타즈 FC로 돌아와 총감독으로 활동했다.

## 국가대표팀 경력
아데포주는 1989년 FIFA 세계 청소년 축구 선수권 대회에 출전한 나이지리아 U-20 국가대표팀의 일원이었다. 준결승에서 케이시 켈러가 골을 넣은 미국과의 경기에서 2-0으로 승리하며 포르투갈과의 결승전을 확정지었다.
아데포주는 이후 나이지리아 국가대표팀에서 48경기에 출전해 6골을 넣었다. 1990년 8월, 토고를 상대로 데뷔 전을 치렀지만 1992년 아프리카 네이션스컵에서 돌파구를 마련하며, 다음 아프리카 네이션스컵 우승에 기여했다.
아데포주는 1994년과 1998년 FIFA 월드컵에서 나이지리아 국가대표팀의 일원으로 활약했으며, 스페인과의 경기에서 3-2로 승리하고, 2002년에는 득점을 기록했다. 하지만 후자의 대회에는 출전하지 않았다.